# اکول
اکول (به انگلیسی: Eckol) با فرمول شیمیایی C۱۸H۱۲O۹ یک ترکیب شیمیایی با شناسه پاب‌کم ۱۴۵۹۳۷ است. که جرم مولی آن ۳۷۲٫۲۸ g/mol می‌باشد. 